# 雪山の絆
『雪山の絆』（ゆきやまのきずな、原題・スペイン語: La sociedad de la nieve）は、1972年アンデス飛行機事故を題材としたJ・A・バヨナ監督による2023年のサバイバル・スリラー映画である。パブロ・ビエルシによる、墜落事故の生存者16人全員の証言を記録した同名の著書の映画化である。キャストはウルグアイとアルゼンチンの俳優で構成され、そのほとんどが新人である。
第80回ヴェネツィア国際映画祭のコンペティション外部門でクロージング作品として上映された。2023年12月13日にウルグアイ、12月15日にスペイン、12月22日にアメリカ合衆国で劇場公開された後、2024年1月4日にNetflixでストリーミング配信された。
『雪山の絆』は批評家に高評価された。第96回アカデミー賞には国際長編映画賞（スペイン代表作）とメイクアップ&ヘアスタイリング賞にノミネートされた。

## プロット
1972年、チリのサンティアゴへラグビーチームを輸送するためにチャーターされたウルグアイ空軍機571便は予期せぬアクシデントに見舞われてアンデス山脈の中心部に墜落する。乗員・乗客45名のうち生存者はわずか16名である。地球上で最も到達が困難な過酷な環境に閉じ込められた彼らは生き延びるために食人行為を余儀なくされる。彼らの生存はこの絶望的な状況下での決断にかかっている。

## キャスト
※括弧内は日本語吹替。
- ヌマ・トゥルカッティ（スペイン語版） - エンソ・ボグリンシック（英語版）（濱野大輝）
- ロベルト・カネッサ - マティアス・レカルト（英語版）（新祐樹）
- ナンド・パラード - アグスティン・パルデッラ（スペイン語版）（水中雅章）
- グスターボ・セルビーノ - トーマス・ウルフ（林幸矢）
- マルセロ・ペレス・デル・カスティリョ - ディエゴ・ベゲッツィ（星野健一）
- アドルフォ・"フィト"・ストラウチ - エステバン・ククリチカ（松田裕市）
- ダニエル・フェルナンデス・ストラウチ - フランシスコ・ロメロ
- エドゥアルド・ストラウチ - ラファエル・フェデルマン（山田寛人）
- カルリトス・パエス（英語版） - フェリペ・ゴンサレス・オターニョ
- アントニオ・"ティンティン"・ビシンティン - アグスティン・デラ・コルテ（バトリ勝悟）
- アルフレド・"パンチョ"・デルガド - ヴァレンティノ・アロンソ（渡部俊樹）
- ホセ・ルイス・"コチェ"・インシアルテ - シモン・ヘンペ（紙本瞬）
- アルトゥロ・ノゲイラ - フェルナンド・コンティジャーニ・ガルシア（佐藤愁貴）
- ラファエル・"エル・バスコ"・エチャバーレン - ベンハミン・セグラ
- ラモン・"モンチョ"・サベージャ - ロッコ・ポスカ（南須原亮）
- ペドロ・アルゴルタ - ルチアノ・チャットン（山橋正臣）
- ボビー・フランソワ - アグスティン・ベルティ（加瀬英臣）
- アルバロ・マンジノ - フアン・カルーソ（鳥本佳吾）
- ロイ・ハーレイ - アンディ・プルス（荘司勝也）
- ダニエル・マスポンス - サンティアゴ・バカ・ナルバハ（藤高智大）
- ハビエル・メトル - エステバン・ビリャルディ（長谷川敦央）
- リリアナ・メトル - パウラ・バルディニ（熊谷海麗）
- エンリケ・プラテーロ - フェデリコ・アズナレス
- スサーナ・パラード - アルフォンシナ・カロシオ
- エウヘニア・パラード - シルヴィア・ジゼル・ペレイラ
- エステル・ニコラ - ヴァージニア・カウフマン
- ディエゴ・ストーム - フェリペ・ラムジオ
- グスターボ・ニコリッチ - ブラス・ポリドーリ
- カルロス・ロケ - エマニュエル・パルガ（関口雄吾）
- フリオ・セーサル・フェラダース - イアイル・サイド
- フアン・カルロス・メネンデス - ファン・ディエゴ・エイレア
- ガストン・コステマージェ - ルータ（英語版）
- フリオ・マルティネス・ラマス - ラウタロ・バキル
- フランシスコ・"パンチート"・アバル - ジェロニモ・ボシア
- フェルナンド・バスケス - ルーカス・マスカレン
- ギド・マグリ - ジュリアン・ベディーノ
- アレクシス・オウニエ - トト・ロヴィート
- ダニエル・ショー - フェデリコ・フォルメント
- グラシエラ・アウグスト・デ・マリアーニ - ティー・アルベルティ
- カルロス・バレータ - アグスティン・ライン
- フィリペ・マキリアイン - フランシスコ・ベレニー
- オビディオ・ラミレス - ファン・ホセ・マルコ
- カルロス・パエス・ビラロ（英語版） - カルロス・"カルリトス"・パエス（英語版）[15]
- ダンテ・ラグララ - マキシミリアーノ・デ・ラ・クルス（英語版）

日本語版制作スタッフ
演出：小山悟、翻訳：高木美和、調整：佐野泰広、制作進行：金子奈央、制作：東北新社

## 製作
バヨナは2012年の映画『インポッシブル』のための取材中にビエルシの著書を発見し、その映画の撮影を終えたときに本の権利を購入した。映画製作者たちは生存者全員との100時間を超えるインタビューを記録した。俳優たちは生存者や犠牲者の家族と接触した。『雪山の絆』は2021年11月に告知された。
主要撮影はスペインのシエラネバダ、ウルグアイのモンテビデオ、アンデスの実際の墜落現場を含むチリとアルゼンチンで行われた。シエラネバダでの撮影は2022年1月10日から4月29日まで続いた。ウルグアイでの撮影は2022年7月下旬に終了し、その後マドリードで続けられた。総撮影日数は138日、製作費は6500万ユーロ以上と報じられている。
2021年8月、『マーダー・ミー・モンスター』のアルゼンチン人監督のアレハンドロ・ファデルが率いる第2班は現場でのバーチャルプロダクションとポストプロダクションの参考のためにチリの風景を撮影した。シエラネバダでは雪不足とオレンジ色の塵で山々を覆ったサハラ大気層のために製作は難航した。飛行機の残骸のレプリカは3機使われた。1機は駐車場に建てられた格納庫に設置され、また別の1機は人工雪に埋もれつつ油圧クレーンで支えられて動かせる、さらにもう1機は標高3,000 m (9,800 ft)の谷の上に設置された。格納庫では高さ30メートルのスクリーンに第2班が撮ったアンデスの映像が映し出された。第3班はより危険な山岳撮影を担当した。3つの班は約300人の作業員で構成された。
『パンズ・ラビリンス』でアカデミー賞を受賞した特殊メイクアップアーティストのデヴィッド・マルティとモンツェ・リーベは義肢や傷を作成した。ポストプロダクションは300人のスタッフによる約5ヶ月間の予定が組まれた。アソシエイトプロデューサーを務めるビエルシはシエラネバダのセットを訪れた。
バヨナは2023年7月に亡くなる前に生存者の1人であるホセ・ルイス・"コチェ"・インシアルテに映画の初期バージョンを見せた。残りの14人の生存者はプレミアの1、2ヶ月前に映画を見た。

## 公開

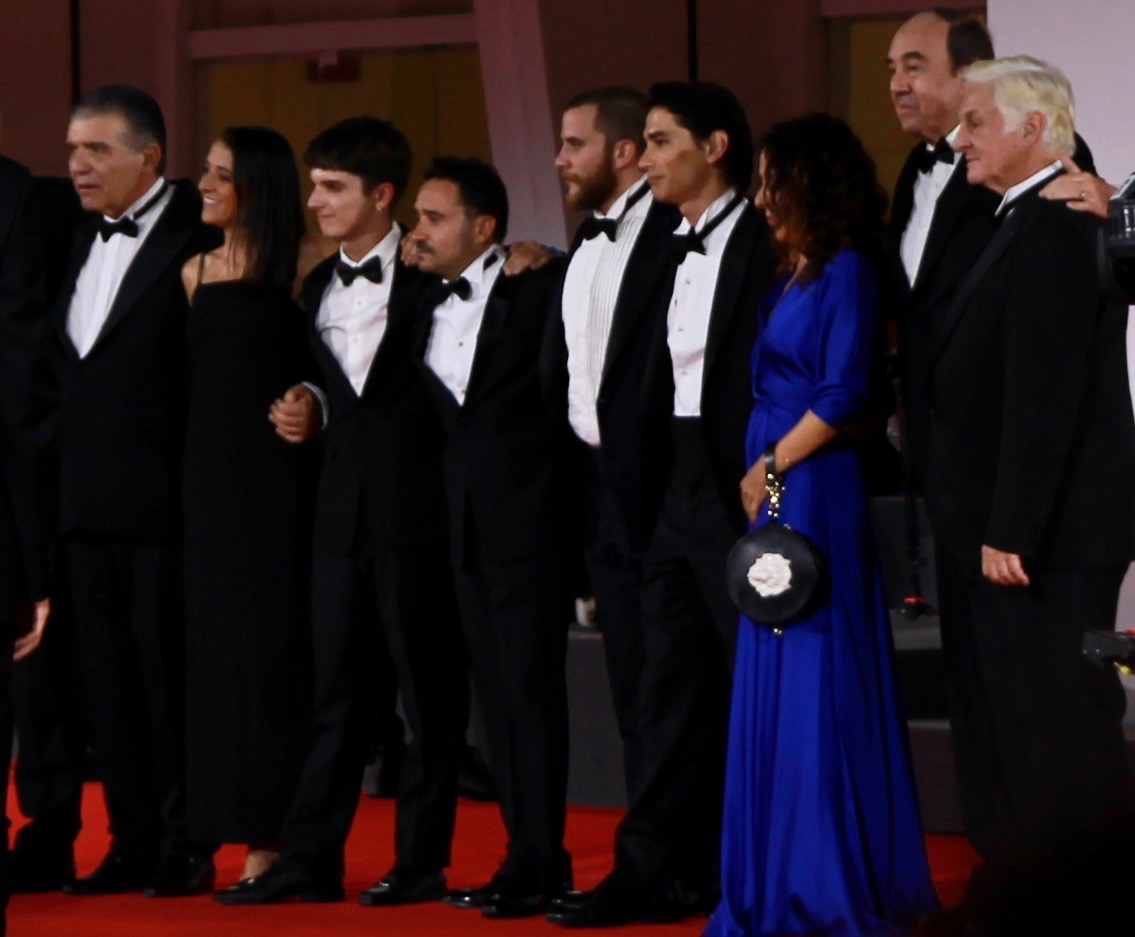
第80回ヴェネツィア国際映画祭のプレミア上映に出席したJ・A・バヨナと出演者たちと事件生存者のカルロス・パエス・ロドリゲス、フェルナンド・パラード、ロベルト・カネッサ

第80回ヴェネツィア国際映画祭のクロージング作品に選出され、2023年9月9日に映画祭の授賞式後にパラッツォ・デル・シネマにてワールド・プレミア上映された。ほかには2023年9月の第71回サン・セバスティアン国際映画祭のペルラク部門、第56回シッチェス・カタロニア国際映画祭のコンペティション外、AFIフェストでも上映された。
さらにサラゴサのシネ・アラゴニアにて2023年10月20日から26日にテクニカル・スクリーニングが行われた。2023年12月15日にスペイン、12月22日にアメリカ合衆国の劇場で一般公開された。

## 評価
Rotten Tomatoesでは144件の批評を基に支持率は91%、平均点は7.8/10と示され、「『雪山の絆』は現実の悲劇を描いた物語に卓越した技術力を発揮しているが、そのスペクタクルはいずれもシンプルで力強いメッセージを犠牲にして生まれている」とまとめられた。Metacriticでは32件の批評に基づいて加重平均値は72/100と示された。
『バラエティ』のガイ・ロッジはこの映画を「効果的に涙を誘う作品」であり、「驚くほどのことがほとんどないにもかかわらず、憂虞、恐怖、そして心が震えるような安堵の波が交互に押し寄せる」と評した。
『スクリーン・デイリー』のウェンディ・イデはこの映画は「威勢のよい筋肉質なアクション・シークエンスによって高められている」と評した。
『Deadline』のピート・ハモンドはバヨナが「最悪の状況下で、いかに人類が互いのために団結するか、いかにして信仰が我々を見届けるか、そして決して諦めずに、ただ奇跡を成し遂げることだけを考えて生きる純粋な意思の物語」を作り上げたと評した。
『ハリウッド・リポーター』のデヴィッド・ルーニーはバヨナが「現実の悲劇と人間の回復力の物語を、信憑性と冷ややかなリアリズムで感情をこめつつもセンセーショナリズムを排除して」再生させたと述べ、この映画を「不規則だが、最終的には効果的」と評した。
『Cine político latinoamericano』の著者のホルヘ・マフードは、これが支配的なアングロサクソン文化産業の典型的な人種・階級的パターンに則った悲劇を利用した商業的現象であるため、それを正当化するために再読することもなく以前の映画のプロットを繰り返しているこの新バージョンのメディア的、社会学的現象を指摘した。

### トップ10入り
この映画は2023年のスペインのベスト映画の様々なトップ10一覧に入った:
- 1位 - 『エル・エスパニョール（英語版）』 (『Series & Más』コンセンサス)[40]
- 3位 - 『モンドソノロ（英語版）』 (コンセンサス)[41]
- 4位 - 『エル・コンフィデンシャル（英語版）』 (コンセンサス)[42]
- 4位 - 『エル・ムンド』 (ルイス・マルティネス)[43]
- 6位 - 『エル・ペリオディコ・デ・カタルーニャ』 (批評家)[44]

### 受賞とノミネート
| 賞                                         | 発表日         | 部門                                       | 対象 | 結果       | 参照          |
| ------------------------------------------ | -------------- | ------------------------------------------ | --- | ---------- | ------------- |
| サン・セバスティアン国際映画祭             | 2023年9月30日  | サン・セバスティアン観客賞                 | 『雪山の絆』 | 受賞       | [ 45 ]        |
| ミルバレー映画祭                           | 2023年10月12日 | ビバエルシネ! (ナラティブ作品)             | 『雪山の絆』 | 受賞       | [ 46 ]        |
| ミドルバーグ映画祭                         | 2023年10月22日 | 国際作品観客賞                             | 『雪山の絆』 | 受賞       | [ 47 ]        |
| ハリウッド・ミュージック・イン・メディア賞 | 2023年11月15日 | 外国語インディペンデント映画作曲賞         | マイケル・ジアッチーノ | 受賞       | [ 48 ]        |
| カメリメージ                               | 2023年11月18日 | 金蛙賞                                     | ペドロ・ルケ | ノミネート | [ 49 ]        |
| ヨーロッパ映画賞                           | 2023年12月9日  | メイクアップ&ヘアスタイリング賞            | アナ&ベレン・ロペス＝プッチセルベール、デヴィッド・マルティ、モンセ・リベ                                                                                        | 受賞       | [ 50 ]        |
| ヨーロッパ映画賞                           | 2023年12月9日  | 視覚効果賞                                 | フェリックス・ベルジェス、ローラ・ペドロ | 受賞       | [ 50 ]        |
| ワシントンD.C.映画批評家協会賞             | 2023年12月10日 | 外国語映画賞                               | 『雪山の絆』 | ノミネート | [ 51 ]        |
| フォルケ賞                                 | 2023年12月16日 | フィクション映画賞                         | 『雪山の絆』 | ノミネート | [ 52 ]        |
| インディアナ映画ジャーナリスト協会賞       | 2023年12月17日 | 国際映画賞                                 | 『雪山の絆』 | ノミネート | [ 53 ] [ 54 ] |
| インディアナ映画ジャーナリスト協会賞       | 2023年12月17日 | 音楽賞                                     | マイケル・ジアッチーノ | ノミネート | [ 53 ] [ 54 ] |
| ダラス・フォートワース映画批評家協会賞     | 2023年12月18日 | 外国語映画賞                               | 『雪山の絆』 | 4位        | [ 55 ]        |
| アストラ映画賞                             | 2024年1月6日   | 国際作品賞                                 | 『雪山の絆』 | ノミネート | [ 56 ]        |
| アストラ映画賞                             | 2024年1月6日   | 国際映画製作者賞                           | J・A・バヨナ | ノミネート | [ 56 ]        |
| アストラ映画賞                             | 2024年1月6日   | 国際男優賞                                 | エンソ・ボグリンシック | ノミネート | [ 56 ]        |
| ゴールデングローブ賞                       | 2024年1月7日   | 外国語映画賞                               | 『雪山の絆』 | ノミネート | [ 57 ]        |
| クリティクス・チョイス・アワード           | 2024年1月14日  | 外国語映画賞                               | 『雪山の絆』 | ノミネート | [ 58 ]        |
| クリティクス・チョイス・アワード           | 2024年1月14日  | 音楽賞                                     | マイケル・ジアッチーノ | ノミネート | [ 58 ]        |
| ヒューストン映画批評家協会賞               | 2024年1月22日  | 外国語映画賞                               | 『雪山の絆』 | ノミネート | [ 59 ] [ 60 ] |
| フェロス賞                                 | 2024年1月26日  | ドラマ映画賞                               | 『雪山の絆』 | ノミネート | [ 61 ]        |
| フェロス賞                                 | 2024年1月26日  | 監督賞                                     | J・A・バヨナ | 受賞       | [ 61 ]        |
| フェロス賞                                 | 2024年1月26日  | オリジナル・サウンドトラック賞             | マイケル・ジアッチーノ | ノミネート | [ 61 ]        |
| フェロス賞                                 | 2024年1月26日  | 予告編賞                                   | ハリー・イートン賞 | 受賞       | [ 61 ]        |
| カルメン賞                                 | 2024年2月3日   | 非アンダルシア製作映画賞                   | 『雪山の絆』 | 受賞       | [ 62 ]        |
| ガウディ賞                                 | 2024年2月4日   | ヨーロッパ映画賞                           | 『雪山の絆』 | 受賞       | [ 63 ]        |
| CECメダル                                  | 2024年2月5日   | 映画賞                                     | 『雪山の絆』 | 受賞       | [ 64 ] [ 65 ] |
| CECメダル                                  | 2024年2月5日   | 監督賞                                     | J・A・バヨナ | ノミネート | [ 64 ] [ 65 ] |
| CECメダル                                  | 2024年2月5日   | 脚色賞                                     | J・A・バヨナ、ニコラス・カサリエゴ、ハイメ・マルケス、ベルナ・ビラプラーナ                                                                                       | 受賞       | [ 64 ] [ 65 ] |
| CECメダル                                  | 2024年2月5日   | 新人男優賞                                 | マティアス・レカルト | 受賞       | [ 64 ] [ 65 ] |
| CECメダル                                  | 2024年2月5日   | 撮影賞                                     | ペドロ・ルケ | 受賞       | [ 64 ] [ 65 ] |
| CECメダル                                  | 2024年2月5日   | 編集賞                                     | アンドレス・ヒル、ジャウマ・マルティ | 受賞       | [ 64 ] [ 65 ] |
| CECメダル                                  | 2024年2月5日   | 音楽賞                                     | マイケル・ジアッチーノ | ノミネート | [ 64 ] [ 65 ] |
| ゴヤ賞                                     | 2024年2月10日  | 作品賞                                     | 『雪山の絆』 | 未決定     | [ 66 ]        |
| ゴヤ賞                                     | 2024年2月10日  | 監督賞                                     | J・A・バヨナ | 未決定     | [ 66 ]        |
| ゴヤ賞                                     | 2024年2月10日  | 脚色賞                                     | J・A・バヨナ、ニコラス・カサリエゴ、ハイメ・マルケス、ベルナ・ビラプラーナ                                                                                       | 未決定     | [ 66 ]        |
| ゴヤ賞                                     | 2024年2月10日  | 新人男優賞                                 | マティアス・レカルト | 未決定     | [ 66 ]        |
| ゴヤ賞                                     | 2024年2月10日  | 撮影賞                                     | ペドロ・ルケ | 未決定     | [ 66 ]        |
| ゴヤ賞                                     | 2024年2月10日  | 編集賞                                     | アンドレス・ヒル、ジャウマ・マルティ | 未決定     | [ 66 ]        |
| ゴヤ賞                                     | 2024年2月10日  | 作曲賞                                     | マイケル・ジアッチーノ | 未決定     | [ 66 ]        |
| ゴヤ賞                                     | 2024年2月10日  | 音響賞                                     | ホルヘ・アドラードス、オリオル・タラゴ、マーク・オルツ | 未決定     | [ 66 ]        |
| ゴヤ賞                                     | 2024年2月10日  | 美術監督賞                                 | アラン・ベネ | 未決定     | [ 66 ]        |
| ゴヤ賞                                     | 2024年2月10日  | 製作監修賞                                 | マルガリータ・ユゲ | 未決定     | [ 66 ]        |
| ゴヤ賞                                     | 2024年2月10日  | 衣裳デザイン賞                             | フリオ・スアレス | 未決定     | [ 66 ]        |
| ゴヤ賞                                     | 2024年2月10日  | メイクアップ&ヘアスタイリング賞            | アナ・ロペス＝プッチセルベール、ベレン・ロペス＝プッチセルベール、モンセ・リベ                                                                                   | 未決定     | [ 66 ]        |
| ゴヤ賞                                     | 2024年2月10日  | 特殊効果賞                                 | パウ・コスタ、フェリックス・ベルジェス、ラウラ・ペドロ | 未決定     | [ 66 ]        |
| バンクーバー映画批評家協会                 | 2024年2月12日  | 非英語国際映画賞                           | 『雪山の絆』 | 未決定     | [ 67 ]        |
| 英国アカデミー賞                           | 2024年2月18日  | 非英語作品賞                               | J・A・バヨナ、ベレン・アティエンサ | 未決定     | [ 68 ]        |
| 視覚効果協会賞                             | 2024年2月21日  | フォトリアル作品サポート視覚効果賞         | フェリックス・バージェス、ミカエラ・ガリアーノ、ラウラ・ペドロ・エセキエル、ラルー・パウ・コスタ                                                                 | 未決定     | [ 69 ]        |
| 視覚効果協会賞                             | 2024年2月21日  | フォトリアルまたはアニメ作品特殊物理効果賞 | パウ・コスタ、カルロス・ラグーナ、ギレルモ・F・アルドゥナテ、エロイ・セルベラ                                                                                    | 未決定     | [ 69 ]        |
| ゴールデン・リール賞                       | 2024年3月3日   | 外国語映画音響編集賞                       | オリオル・タラゴ、イオス・マルティネス、ギエム・ジロ、エリック・ビダル、キク・ビダル、サラ・ロメロ、マーク・ベック、ブレンダン・ゴールデン、ジョン・フィンクリー | 未決定     | [ 70 ]        |
| サテライト賞                               | 2024年3月3日   | 作曲賞                                     | マイケル・ジアッチーノ | 未決定     | [ 71 ]        |
| サテライト賞                               | 2024年3月3日   | 国際映画賞                                 | 『雪山の絆』 | 未決定     | [ 71 ]        |
| アカデミー賞                               | 2024年3月10日  | 国際長編映画賞                             | 『雪山の絆』 | ノミネート | [ 72 ] [ 73 ] |
| アカデミー賞                               | 2024年3月10日  | メイクアップ&ヘアスタイリング賞            | アナ&ベレン・ロペス＝プッチセルベール、デヴィッド・マルティ、モンセ・リベ                                                                                        | ノミネート | [ 72 ] [ 73 ] |
| NAACPイメージ・アワード                    | 2024年3月16日  | 国際映画賞                                 | 『雪山の絆』 | 未決定     | [ 74 ]        |